# Premi BAFTA 2006
La 59ª edizione dei British Academy Film Awards, conferiti dalla British Academy of Film and Television Arts alle migliori produzioni cinematografiche del 2005, ha avuto luogo il 19 febbraio 2006.

## Vincitori e candidati

### Miglior film
- I segreti di Brokeback Mountain (Brokeback Mountain), regia di Ang Lee
- The Constant Gardener - La cospirazione (The Constant Gardener), regia di Fernando Meirelles
- Crash - Contatto fisico (Crash), regia di Paul Haggis
- Good Night, and Good Luck., regia di George Clooney
- Truman Capote - A sangue freddo (Capote), regia di Bennett Miller

### Miglior film britannico
- Wallace & Gromit - La maledizione del coniglio mannaro (Wallace & Gromit: The Curse of the Were-Rabbit), regia di Nick Park, Steve Box
- A Cock and Bull Story, regia di Michael Winterbottom
- The Constant Gardener - La cospirazione (The Constant Gardener)
- Festival, regia di Annie Griffin
- Orgoglio e pregiudizio (Pride & Prejudice), regia di Joe Wright

### Miglior film non in lingua inglese
- Tutti i battiti del mio cuore (De battre mon coeur s'est arrêté), regia di Jacques Audiard • Francia
- Le grand voyage, regia di Ismaël Ferroukhi • Francia
- Joyeux Noël - Una verità dimenticata dalla storia (Joyeux Noël), regia di Christian Carion • Francia
- Kung Fusion (Kung-Fu Hustle), regia di Stephen Chow • Cina/Hong Kong
- Il suo nome è Tsotsi (Tsotsi), regia di Gavin Hood • Sudafrica

### Miglior regista
- Ang Lee – I segreti di Brokeback Mountain (Brokeback Mountain)
- George Clooney – Good Night, and Good Luck.
- Paul Haggis – Crash - Contatto fisico (Crash)
- Fernando Meirelles – The Constant Gardener - La cospirazione (The Constant Gardener)
- Bennett Miller – Truman Capote - A sangue freddo (Capote)

### Miglior attore protagonista
- Philip Seymour Hoffman – Truman Capote - A sangue freddo (Capote)
- Ralph Fiennes – The Constant Gardener - La cospirazione (The Constant Gardener)
- Heath Ledger – I segreti di Brokeback Mountain (Brokeback Mountain)
- Joaquin Phoenix – Quando l'amore brucia l'anima (Walk the Line)
- David Strathairn – Good Night, and Good Luck.

### Migliore attrice protagonista
- Reese Witherspoon – Quando l'amore brucia l'anima (Walk the Line)
- Judi Dench – Lady Henderson presenta (Mrs. Henderson Presents)
- Charlize Theron – North Country - Storia di Josey (North Country)
- Rachel Weisz – The Constant Gardener - La cospirazione (The Constant Gardener)
- Ziyi Zhang – Memorie di una geisha (Memoirs of a Geisha)

### Miglior attore non protagonista
- Jake Gyllenhaal – I segreti di Brokeback Mountain (Brokeback Mountain)
- Don Cheadle – Crash - Contatto fisico (Crash)
- George Clooney – Good Night, and Good Luck.
- George Clooney – Syriana
- Matt Dillon – Crash - Contatto fisico (Crash)

### Migliore attrice non protagonista
- Thandie Newton – Crash - Contatto fisico (Crash)
- Brenda Blethyn – Orgoglio e pregiudizio (Pride & Prejudice)
- Catherine Keener – Truman Capote - A sangue freddo (Capote)
- Frances McDormand – North Country - Storia di Josey (North Country)
- Michelle Williams – I segreti di Brokeback Mountain (Brokeback Mountain)

### Migliore sceneggiatura originale
- Paul Haggis e Robert Moresco –  Crash - Contatto fisico (Crash)
- Akiva Goldsman e Cliff Hollingsworth – Cinderella Man - Una ragione per lottare (Cinderella Man)
- George Clooney e Grant Heslov – Good Night, and Good Luck.
- Terry George e Keir Pearson – Hotel Rwanda
- Martin Sherman – Lady Henderson presenta (Mrs. Henderson Presents)

### Migliore sceneggiatura non originale
- Diana Ossana e Larry McMurtry  – I segreti di Brokeback Mountain (Brokeback Mountain)
- Dan Futterman – Truman Capote - A sangue freddo (Capote)
- Jeffrey Caine – The Constant Gardener - La cospirazione (The Constant Gardener)
- Josh Olson – A History of Violence
- Deborah Moggach – Orgoglio e pregiudizio (Pride & Prejudice)

### Migliore fotografia
- Dion Beebe – Memorie di una geisha (Memoirs of a Geisha)
- César Charlone – The Constant Gardener - La cospirazione (The Constant Gardener)
- J. Michael Muro – Crash - Contatto fisico (Crash)
- Laurent Chalet e Jérôme Maison – La marcia dei pinguini (La marche de l'empereur)
- Rodrigo Prieto – I segreti di Brokeback Mountain (Brokeback Mountain)

### Migliore scenografia
- Stuart Craig  – Harry Potter e il calice di fuoco (Harry Potter and the Goblet of Fire)
- Nathan Crowley – Batman Begins
- Grant Major – King Kong
- Alex McDowell – La fabbrica di cioccolato (Charlie and the Chocolate Factory)
- John Myhre – Memorie di una geisha (Memoirs of a Geisha)

### Migliori musiche
- John Williams – Memorie di una geisha (Memoirs of a Geisha)
- T-Bone Burnett – Quando l'amore brucia l'anima (Walk the Line)
- George Fenton – Lady Henderson presenta (Mrs. Henderson Presents)
- Alberto Iglesias – The Constant Gardener - La cospirazione (The Constant Gardener)
- Gustavo Santaolalla – I segreti di Brokeback Mountain (Brokeback Mountain)

### Miglior montaggio
- Claire Simpson – The Constant Gardener - La cospirazione (The Constant Gardener)
- Geraldine Peroni e Dylan Tichenor – I segreti di Brokeback Mountain (Brokeback Mountain)
- Hughes Winborne – Crash - Contatto fisico (Crash)
- Stephen Mirrione – Good Night, and Good Luck.
- Sabine Emiliani – La marcia dei pinguini (La marche de l'empereur)

### Migliori costumi
- Colleen Atwood – Memorie di una geisha (Memoirs of a Geisha)
- Jacqueline Durran – Orgoglio e pregiudizio (Pride & Prejudice)
- Isis Mussenden – Le cronache di Narnia - Il leone, la strega e l'armadio (The Chronicles of Narnia: The Lion, the Witch and the Wardrobe)
- Gabriella Pescucci – La fabbrica di cioccolato (Charlie and the Chocolate Factory)
- Sandy Powell – Lady Henderson presenta (Mrs. Henderson Presents)

### Miglior trucco e acconciature
- Le cronache di Narnia - Il leone, la strega e l'armadio (The Chronicles of Narnia: The Lion, the Witch and the Wardrobe) – Howard Berger, Gregory Nicotero, Nikki Gooley
- La fabbrica di cioccolato (Charlie and the Chocolate Factory) – Peter Owen, Ivana Primorac
- Harry Potter e il calice di fuoco (Harry Potter and the Goblet of Fire) – Nick Dudman, Amanda Knight, Eithne Fennel
- Memorie di una geisha (Memoirs of a Geisha) – Noriko Watanabe, Kate Biscoe, Lyndell Quiyou, Kelvin R. Trahan
- Orgoglio e pregiudizio (Pride & Prejudice) – Fae Hammond

### Miglior sonoro
- Quando l'amore brucia l'anima (Walk the Line) – Paul Massey, Doug Hemphill, Peter F. Kurland, Donald Sylvester
- Batman Begins – David Evans, Stefan Henrix, Peter Lindsay
- The Constant Gardener - La cospirazione (The Constant Gardener) – Joakim Sundström, Stuart Wilson, Mike Prestwood Smith, Sven Taits
- Crash - Contatto fisico (Crash) – Richard Van Dyke, Sandy Gendler, Adam Jenkins, Marc Fishman
- King Kong – Hammond Peek, Christopher Boyes, Mike Hopkins, Ethan Van der Ryn

### Migliori effetti speciali
- King Kong – Joe Letteri, Christian Rivers, Brian Van't Hul, Richard Taylor
- Batman Begins – Janek Sirrs, Dan Glass, Chris Corbould, Paul J. Franklin
- Le cronache di Narnia - Il leone, la strega e l'armadio (The Chronicles of Narnia: The Lion, the Witch and the Wardrobe) – Nick Davis, Jon Thum, Chas Jarrett, Joss Williams
- La fabbrica di cioccolato (Charlie and the Chocolate Factory) – Dean Wright, Bill Westenhofer, Jim Berney, Scott Farrar
- Harry Potter e il calice di fuoco (Harry Potter and the Goblet of Fire) – Jim Mitchell, John Richardson, Timothy Webber, Tim Alexander

### Miglior cortometraggio
- Antonio's Breakfast, regia di Daniel Mulloy
- Call Register, regia di Ed Roe
- Heavy Metal Drummer, regia di Toby MacDonald, Luke Morris
- Heydar, yek Afghani dar Tehran, regia di Babak Jalali
- Lucky, regia di Avie Luthra

### Miglior cortometraggio d'animazione
- Fallen Art (Sztuka spadania), regia di Tomasz Bagiński
- Film Noir, regia di Osbert Parker
- Kamiya tsûshin, regia di Sumito Sakakibara
- The Mysterious Geographic Explorations of Jasper Morello, regia di Anthony Lucas
- Rabbit – Run Wrake

### Miglior esordio britannico da regista, sceneggiatore o produttore
- Joe Wright (regista) – Orgoglio e pregiudizio (Pride & Prejudice)
- David Belton (produttore) – Shooting Dogs
- Peter Fudakowski (produttore) – Il suo nome è Tsotsi (Tsotsi)
- Annie Griffin (regista/sceneggiatrice) – Festival
- Richard Hawkins (regista) – Everything

### Orange Rising Star Award per la miglior stella emergente
- James McAvoy – Le cronache di Narnia - Il leone, la strega e l'armadio (The Chronicles of Narnia: The Lion, the Witch and the Wardrobe)
- Gael García Bernal – The King
- Chiwetel Ejiofor – Kinky Boots - Decisamente diversi (Kinky Boots)
- Rachel McAdams – 2 single a nozze - Wedding Crashers (Wedding Crashers)
- Michelle Williams – I segreti di Brokeback Mountain (Brokeback Mountain)